# Heliophila promontorii
Heliophila promontorii är en korsblommig växtart som beskrevs av Wessel Marais. Heliophila promontorii ingår i släktet solvänner, och familjen korsblommiga växter. Inga underarter finns listade i Catalogue of Life.